# Lista över Botswanas presidenter

Presidentens standar.

Detta är en lista över Botswanas presidenter.
| Namn                         | Ämbetsperiod                     |
| ---------------------------- | -------------------------------- |
| Seretse Khama                | 30 september 1966 – 13 juli 1980 |
| Quett Masire (tillförordnad) | 13 juli – 18 juli 1980           |
| Quett Masire                 | 18 juli 1980 – 31 mars 1998      |
| Festus Mogae                 | 1 april 1998 – 1 april 2008      |
| Ian Khama                    | 1 april 2008 – 1 april 2018      |
| Mokgweetsi Masisi            | 1 april 2018 – 1 november 2024   |
| Duma Boko                    | 1 november 2024 –                |